# Agrupació Fotogràfica de Catalunya
L'Agrupació Fotogràfica de Catalunya (AFC) és una entitat que té com a finalitat el foment i la divulgació de la fotografia en totes les seves varietats, i per aconseguir aquesta fita organitza concursos, exposicions, cursets de fotografia, així com edita periòdicament un butlletí digital. El 2006 va rebre la Creu de Sant Jordi per aquest motiu.

## Història
Va ser fundada el 15 de juny de 1923, en una reunió a la seu de l’Agrupació Excursionista Catalunya i sota l'impuls d'importants fotògrafs com Joaquim Pla Janini, Emili Godes i Hurtado, Claudi Carbonell, Pere Català i Pic, Otto Lloyd, Agustí Centelles i Ossó, Antoni Campañà, Salvador Lluch o Joan Porqueras.
La primera seu s'establí en un petit recinte en una sala-teatre del carrer d'Aribau, número 21, de Barcelona, on hi hagué un petit laboratori i una saleta. A finals de l'any 1924 ja es traslladà on ha estat des d'aleshores, al carrer del Duc, número 14.
En aquells primers anys, es van anar inscrivint a poc a poc com a sòcies: Mercè Vilamur, Paulina Macià, etc. Tot i així, en el període 1923-1937 la proporció d'associació femenina es mantingué entre un 1% i un 3%. A finals de la dècada del 1930 s'hi va incorporar Mey Rahola, però no va ser fins al 1956 que va néixer el Grup Femení, amb una tertúlia setmanal, i d'aquella època són les incorporacions de Carme Garcia Padrosa, Rosa Szücs, Glòria Salas i Bulbena, Montserrat Vidal-Barraquer, Milagros Caturla, Conxita Viñals o Roser Oromí. Els anys 1959 i 1962 es van celebrar les primeres exposicions col·lectives de les dones de l’Agrupació, i de la dècada del 1960 són altres sòcies, com ara Roser Martínez Rochina.
En aquesta època, va ser una de les més importants societats en nombre de socis, amb noms tant rellevants com Xavier Miserachs i Ribalta, Ramon Masats, Ricard Terré, Francesc Català-Roca, Pere Català i Roca, Oriol Maspons i Casades, Joan Colom i Altemir, Francesc P. de Ponti, Antoni Crous, Antoni Palau, Carles Roca, Jordi Gumí, Josep Closa i Miralles, Joan Fontcuberta i molts altres, alguns dels quals han estat Premi Nacional de Fotografia, com ara Francesc Català-Roca, Fontcuberta, Colom, Masats, Pere Barrachina i Eugeni Forcano.

## Museu
L'any 1978 es va crear el Museu de l'Agrupació Fotogràfica de Catalunya, i avui més de 25.000 negatius estereoscopis de vidre de Barcelona, Catalunya, Espanya, Europa, persones, costums, actes socials, etc., formen l'arxiu de negatius.
Una important col·lecció de càmeres de fusta, de manxa i de modernes, projectors de cinema, càmeres de cinema, etc., són la base de l'exhibició permanent, a més d'altres objectes relacionats amb la història de la fotografia.

## Secció de Cinema Amateur
El 1929 (any de l'Exposició Internacional), l'agrupació va organitzar el primer Saló Internacional de Fotografia al Palau de Projeccions, de manera que es va constituir una Comissió de Cinema, presidida pel fotògraf Ricard de Baños, amb J. Demestres de secretari i Josep Piera de vocal. El propòsit d'aquesta comissió era el de fomentar la cultura cinematogràfica, projectar films i debatre'ls, fer pràctiques fílmiques i organitzar concursos. Així com crear un laboratori, una sala de muntatge i una biblioteca.
La primera projecció es va fer al gener del 1929 amb cintes de 9,5 mm; la primera conferència va estar sota el càrrec de Frederic Dean i el primer article publicat en el butlletí va ser La película sonora y la fotografía, d'Antoni Solé.
El 1930, Ramon Bargués va accedir a la presidència de la Comissió en substitució de Baños. Les dècades del 1950 i el 1960 van ser les de major activitat de la secció, fins al punt que el 1954 es va constituir oficialment com a Grup de Cine Amateur i el 1955 es va convertir en Secció de Cinema Amateur. A partir del 1955, Josep Serra i Estruch va col·laborar en el butlletí i el mateix any es va convocar el primer Concurs Social de Cinematografia Amateur.
Altres activitats que es van organitzar des d'aquesta nova secció de l'agrupació van ser el primer Festival de Cinema Amateur el 1958, coincidint amb el XVII Saló Internacional d'Art Fotogràfic de Barcelona i amb els vint-i-cinc anys de vida de l'AFC; la primera sessió de cinefòrum, impulsada per Joan Francesc de Lasa el 1959; el primer Certamen sobre temes familiars el 1960; el primer Concurs social sobre temes obligats el 1963; el primer Curs de cinema amateur el 1966, a càrrec de Jesús Angulo, Gabriel Pérez, Tomàs Mallol i Joan Capdevila, i per acabar, el primer Festival de Cinema Amateur Festes de la Mercè el 1967, amb el patrocini de l'Ajuntament de Barcelona.

### Unió de Cineastes Amateurs
El 1968, cineastes descontents de l'AFC i del CEC es van unir per crear la Unió de Cineastes Amateurs.
Amb tot, l'agrupació va muntar el 1969 el primer Concurs Internacional de Cinema Amateur amb 230 films de deu països. A la meitat de la dècada del 1970 es va crear el Grup Spiro (integrat per Josep Lluís Garrigós, Albert Làzaro, Albert Coll i altres) que va intentar dinamitzar l'entitat. El 1987, però, després de 32 edicions, el concurs es va deixar de convocar a causa de la minva de participants en les sessions dels darrers anys.
La incorporació del vídeo a la dècada del 1990 no va aturar la davallada, i el 1995 va desaparèixer de l'AFC tota activitat relacionada amb la imatge mòbil. Entre els vocals que es van fer càrrec de la secció destaquen Josep Sancho (1934), Guillermo Carroggio (1948), Josep Tobella (1960), Gabriel Pérez Rius (1962), Manuel Isart (1965), Conrad Torras (1965), Francisco Ruiz de Loizaga (1966), Enric Martínez (1966), Agustí Bascuas (1967), Josep Lluís Garrigós (1971), Joan Maria Mas-Griera (1975), Francesc Alabart (1977) i Eduard Arbonés (1979).